# Phương ngữ Khmer Tây
 Phương ngữ Khmer Tây hoặc phương ngữ Khmer Chanthaburi là một phương ngữ của tiếng Khmer được nói bởi người Khmer sống ở khu vực núi Cardamom ở hai bên biên giới Campuchia và miền đông Thái Lan, đặc biệt là ở tỉnh Chanthaburi có cộng đồng dân Khmer gần biên giới. Các nhóm dân tộc Khmer ở Chanthaburi di cư từ Battambang và Pailin sống ở khu vực trước khi phân định biên giới với Pháp vào năm 1906 và có quốc tịch Thái Lan từ năm 1909.
Phát triển trong một khu vực bị cô lập trong lịch sử, phương ngữ Khmer Tây khác với các phương ngữ Khmer khác. Nó là phương ngữ duy nhất của người Khmer hiện đại còn giữ được sự phân biệt giữa âm hà hơi so với âm thường đã bị mất đi trong các phương ngữ khác. Các nhà ngôn ngữ học suy đoán rằng có một hiện tượng âm gió được thêm vào trong quá trình đổi mới ngữ âm của tiếng Khmer. 
Tại Chanthaburi, cộng đồng có người gốc Khmer sống ở xã Thep Nimit, Nong Ta Khong và Khlong Yai Nai, huyện Pong Nam Ron và có một cộng đồng ở xã Sai Khao, huyện Soi Dao Nhóm tuổi nói tốt là ở tuổi 35, nhưng trẻ em và thanh thiếu niên thì bắt đầu ít giao tiếp hơn các thế hệ trước.